# Primera División de España 1930-31
La temporada 1930-31 de Primera División fue la 3.ª edición de la máxima categoría del sistema de ligas españolas de fútbol. Se disputó entre el 7 de diciembre de 1930 y el 5 de abril de 1931.
El Athletic Club se convirtió en el primer club en revalidar el título de campeón logrado la temporada anterior, siendo la primera vez en la historia del torneo en la que el título hubo de ser decidido por la regla del goal average o promedio goleador, al registrarse un triple empate en la primera posición al finalizar las dieciocho jornadas entre los bilbaínos, el Real Santander Racing Club y la Real Sociedad de Foot-ball, constatando la superioridad de los conjuntos del norte.
Los rojiblancos establecieron una nueva marca anotadora al conseguir 73 goles, diez más que la temporada anterior, y del mismo modo, Agustín Sauto Bata subió el registro de máximo goleador hasta los 27 goles, con una media de 1,58 goles por partido, la más alta en la historia de la competición. Además, registró el mayor número de goles en un partido en la historia del torneo tras anotar siete en la victoria por 12-1 frente al Football Club Barcelona. Tanto el registro individual del jugador como el del partido son récords vigentes de la competición.

## Sistema de competición
La Primera División de España 1930-31 fue organizada por la Real Federación Española de Fútbol (RFEF).
Como en temporadas precedentes, constaba de un grupo único integrado por diez clubes de toda la geografía española. Siguiendo un sistema de liga, los diez equipos se enfrentaron todos contra todos en dos ocasiones —una en campo propio y otra en campo contrario—, sumando un total de 18 jornadas. El orden de los encuentros se decidió por sorteo antes de empezar la competición.
La clasificación final se estableció con arreglo a los puntos obtenidos en cada enfrentamiento, a razón de dos por partido ganado, uno por empate y ninguno en caso de derrota.
En caso de empate a puntos entre dos o más clubes en la clasificación final, se tuvo en cuenta el mayor cociente de goles.

### Efectos de la clasificación
El equipo que más puntos sumó al final del campeonato fue proclamado campeón de liga.
Por su parte, el último clasificado descendió directamente a Segunda División, siendo reemplazado la siguiente temporada por el campeón de dicha categoría.

## Equipos participantes
Tomaron parte en la competición diez equipos. Por primera vez desde su fundación, la Primera División acogió a un debutante: el C. D. Alavés, que se convirtió en el primer equipo en lograr ascender a la máxima categoría. Por primera vez en la historia, la mitad de los equipos de la Primera División provenían de una misma región, en este caso las Vascongadas, que aportaba cinco clubes a la categoría. Este hecho se repitió la temporada siguiente.

### Equipos por región
| N.° | Región            | Equipos |
| --- | ----------------- | --- |
| 5   | Vascongadas       | Arenas Club de Guecho Athletic Club Club Deportivo Alavés Real Sociedad de Foot-ball Real Unión Club de Irún |
| 3   | Cataluña          | Club Deportivo Europa Football Club Barcelona Real Club Deportivo Español                                    |
| 1   | Castilla la Nueva | Real Madrid Football Club                                                                                    |
| 1   | Castilla la Vieja | Real Santander Racing Club                                                                                   |

### Información de los equipos
| Equipo (n/s)       | Ciudad        | Entrenador                                 | Capitán | Estadio      | Capacidad |
| ------------------ | ------------- | ------------------------------------------ | ------- | ------------ | --------- |
| Alavés             | Vitoria       | Francisco Baonza                           |         | Mendizorroza | 8000      |
| Arenas de Guecho   | Guecho        | Esteban Platko                             |         | Ibaiondo     | 15 540    |
| Athletic Club      | Bilbao        | Fred Pentland                              |         | San Mamés    | 17 628    |
| Barcelona          | Barcelona     | James Bellamy (1-13) José Samitier (14-18) |         | Las Corts    | 25 000    |
| Español            | Barcelona     | Patricio Caicedo                           |         | Sarriá       | 16 055    |
| Europa             | Barcelona     | Joan Bordoy                                |         | El Guinardó  | 18 000    |
| Real Madrid        | Madrid        | Lippo Hertzka                              |         | Chamartín    | 17 862    |
| Real Santander     | Santander     | Robert Firth                               |         | El Sardinero | 11 300    |
| Real Sociedad      | San Sebastián | Harry Lowe                                 |         | Atocha       | 9215      |
| Real Unión de Irún | Irún          | ¿?                                         |         | Gal          | 12 000    |

## Desarrollo

### Clasificación
| Pos. | Equipo               | Pts. | PJ | G  | E | P  | GF | GC | Dif. | Notas                                         |     | ATH | RAC | RSO | BAR  | ARE | RMA | RUN | ALV | ESP | EUR |
| ---- | -------------------- | ---- | -- | -- | - | -- | -- | -- | ---- | --------------------------------------------- | --- | --- | --- | --- | ---- | --- | --- | --- | --- | --- | --- |
| 1    | Athletic Club (C)    | 22   | 18 | 11 | 0 | 7  | 73 | 33 | +40  | Primera Defensa del título y Doblete nacional |     | —   | 7–1 | 6–1 | 12–1 | 5–2 | 2–4 | 1–2 | 7–1 | 5–1 | 4–1 |
| 2    | Real Santander R. C. | 22   | 18 | 10 | 2 | 6  | 49 | 37 | +12  |                                               |     | 4–1 | —   | 2–5 | 0–1  | 4–1 | 3–0 | 4–1 | 4–0 | 4–0 | 2–1 |
| 3    | Real Sociedad        | 22   | 18 | 10 | 2 | 6  | 42 | 39 | +3   |                                               | 1–0 | 4–7 | —   | 4–1 | 4–1  | 2–1 | 3–3 | 2–2 | 2–1 | 3–1 |     |
| 4    | F. C. Barcelona      | 21   | 18 | 7  | 7 | 4  | 40 | 43 | −3   |                                               | 6–3 | 1–1 | 5–1 | —   | 2–0  | 3–1 | 5–3 | 1–1 | 6–2 | 0–2 |     |
| 5    | Arenas de Guecho     | 18   | 18 | 8  | 2 | 8  | 35 | 38 | −3   |                                               | 3–2 | 4–2 | 1–3 | 5–0 | —    | 4–1 | 1–2 | 1–1 | 1–0 | 1–0 |     |
| 6    | Real Madrid F. C.    | 18   | 18 | 7  | 4 | 7  | 24 | 27 | −3   |                                               | 0–6 | 0–0 | 2–0 | 0–0 | 1–2  | —   | 3–0 | 1–0 | 2–0 | 3–1 |     |
| 7    | R. U. C. Irún        | 16   | 18 | 6  | 4 | 8  | 41 | 45 | −4   |                                               | 2–3 | 4–3 | 2–4 | 1–1 | 2–2  | 1–1 | —   | 4–1 | 6–1 | 4–3 |     |
| 8    | C. D. Alavés         | 14   | 18 | 5  | 4 | 9  | 25 | 39 | −14  |                                               | 1–4 | 2–5 | 1–2 | 1–1 | 3–2  | 2–0 | 3–1 | —   | 4–1 | 2–0 |     |
| 9    | R. C. D. Español     | 14   | 18 | 6  | 2 | 10 | 32 | 45 | −13  |                                               | 0–4 | 4–1 | 1–0 | 4–4 | 5–0  | 1–1 | 4–2 | 2–0 | —   | 4–0 |     |
| 10   | C. D. Europa (D)     | 13   | 18 | 6  | 1 | 11 | 23 | 38 | −15  | Descenso a Segunda División                   |     | 2–1 | 1–2 | 2–1 | 2–2  | 1–4 | 0–3 | 2–1 | 1–0 | 3–1 | —   |

 Fuente: BDFutbol
Criterios de clasificación: Puntos · Diferencia de goles · Goles a favor · Play-off
|                       |
| Campeón Athletic Club |
| 2.do título           |

### Evolución de la clasificación
| Jornada / Equipo              | 1  | 2  | 3  | 4  | 5  | 6  | 7  | 8  | 9  | 10 | 11 | 12 | 13 | 14 | 15 | 16 | 17 | 18 |
| Jornada / Equipo              |    |    |    |    |    |    |    |    |    |    |    |    |    |    |    |    |    |    |
| ----------------------------- | -- | -- | -- | -- | -- | -- | -- | -- | -- | -- | -- | -- | -- | -- | -- | -- | -- | -- |
| Athletic Club                 | 10 | 5  | 9  | 5  | 7  | 5  | 3  | 3  | 2  | 2  | 3  | 2  | 1  | 1  | 1  | 1  | 1  | 1  |
| Real Racing Club de Santander | 3  | 7  | 2  | 1  | 5  | 2  | 2  | 2  | 3  | 3  | 2  | 3  | 3  | 3  | 2  | 2  | 2  | 2  |
| Real Sociedad de Foot-Ball    | 5  | 9  | 7  | 3  | 1  | 1  | 1  | 1  | 1  | 1  | 1  | 1  | 2  | 2  | 3  | 3  | 3  | 3  |
| F. C. Barcelona               | 1  | 1  | 3  | 7  | 10 | 6  | 4  | 4  | 5  | 8  | 8  | 8  | 6  | 4  | 5  | 4  | 4  | 4  |
| Arenas Club de Guecho         | 7  | 10 | 8  | 10 | 8  | 9  | 10 | 7  | 6  | 5  | 6  | 4  | 4  | 5  | 4  | 5  | 5  | 5  |
| Real Madrid F. C.             | 2  | 2  | 6  | 2  | 2  | 4  | 6  | 6  | 8  | 7  | 5  | 6  | 5  | 6  | 6  | 6  | 6  | 6  |
| Real Unión Club               | 4  | 4  | 5  | 9  | 3  | 7  | 7  | 8  | 9  | 9  | 9  | 9  | 9  | 9  | 9  | 9  | 7  | 7  |
| C. D. Alavés                  | 6  | 3  | 1  | 4  | 6  | 3  | 5  | 5  | 4  | 4  | 4  | 5  | 7  | 7  | 8  | 8  | 8  | 8  |
| R. C. D. Español              | 9  | 6  | 10 | 6  | 9  | 10 | 8  | 9  | 7  | 6  | 7  | 7  | 8  | 8  | 7  | 7  | 9  | 9  |
| C. D. Europa                  | 8  | 8  | 4  | 8  | 4  | 8  | 9  | 10 | 10 | 10 | 10 | 10 | 10 | 10 | 10 | 10 | 10 | 10 |

## Estadísticas

### Tabla histórica de goleadores
El vasco Agustín Sauto Bata fue el máximo goleador de la competición al anotar veintisiete goles en diecisiete partidos, con un promedio de 1.59 goles por partido, seguido del vasco Guillermo Gorostiza con diecisiete y del canario Ángel Arocha con dieciséis. A su vez, Bata logró un nuevo tope histórico para una temporada que se mantuvo vigente durante una década. El jugador registró además el mayor número de goles en un partido tras anotar siete en la victoria por 12-1 frente al F. C. Barcelona. Tanto el registro individual del jugador como el del partido son récords vigentes de la competición.
Santiago Urtizberea se convirtió en el nuevo máximo goleador histórico del campeonato al superar en esta misma edición a Gaspar Rubio, quien abandonó el Real Madrid F. C. para recalar en América. El hecho se produjo el 4 de enero en la 5.ª jornada, cuando Urtizberea anotó tres tantos frente al R. C. D. Español que desempataban los 30 tantos que hasta entonces sumaban ambos futbolistas, y estableció el nuevo registro en 44 goles al final de la temporada.
Nota: Nombres de equipos y banderas en la época.